# 밥 케이시 시니어
로버트 패트릭 케이시 시니어(Robert Patrick Casey Sr., 1932년 1월 9일 ~ 2000년 5월 30일)는 미국의 정치인이다. 그의 아들인 전 미국 펜실베이니아주 연방의원인 밥 케이시이다.

## 학력
- 홀리 크로스 칼리지 인문사회 학사
- 조지 워싱턴 대학교 법무박사

## 경력
- 1963.01 ~ 1968.11 펜실베이니아 제22선거구 상원의원
- 1969.01 ~ 1977.01 제43대 펜실베이니아 감사관
- 1987.01 ~ 1995.01 제42대 펜실베이니아 주지사

## 역대 선거 결과
| 선거명      | 직책명                         | 대수 | 정당   | 득표율 | 득표수      | 결과 | 당락                       |
| ----------- | ------------------------------ | ---- | ------ | ------ | ----------- | ---- | -------------------------- |
| 1962년 선거 | 상원의원 (펜실베이니아 제22부) | -대  | 민주당 | 0%     | 표          | 1위  | 펜실베이니아 주의원 당선   |
| 1964년 선거 | 상원의원 (펜실베이니아 제22부) | -대  | 민주당 | 0%     | 표          | 1위  | 펜실베이니아 주의원 당선   |
| 1966년 선거 | 상원의원 (펜실베이니아 제22부) | -대  | 민주당 | 0%     | 표          | 1위  | 펜실베이니아 주의원 당선   |
| 1968년 선거 | 펜실베이니아 감사관            | 43대 | 민주당 | 54.09% | 2,451,789표 | 1위  | 펜실베이니아주 감사관 당선 |
| 1972년 선거 | 펜실베이니아 감사관            | 43대 | 민주당 | 55.39% | 2,448,938표 | 1위  | 펜실베이니아주 감사관 당선 |
| 1986년 선거 | 펜실베이니아 주지사            | 42대 | 민주당 | 50.69% | 1,717,484표 | 1위  | 펜실베이니아 주지사 당선   |
| 1990년 선거 | 펜실베이니아 주지사            | 42대 | 민주당 | 67.65% | 2,065,281표 | 1위  | 펜실베이니아 주지사 당선   |